# Крстова Гора (Грачун)
44° 36′ 20″ N 17° 49′ 48″ E / 44.60556° С; 17.83000° И
Крстова Гора је брдо у насељу Горњи Ружевић, у непосредној близини града Теслић, у Републици Српској, у Босни и Херцеговини.
Највиша тачка је висока око 270 мнв, док је центар града на приближној висини од 202 мнв. Крстова Гора се налази западно од центра града, удаљено око 2 km. Дијели село Ружевић на два дијела: Горњи и Доњи Ружевић.
До рата у Босни и Херцеговини, Крстова Гора је носила назив Грачун. Назив је промијењен у послијератном периоду, када су почела и прва уређења брда као излетишта. У том периоду, уређен је прилаз врху брда са са јужне стране, степеницама за пјешаке, а донекле је поправљен и прилаз са сјеверне стране, за возила. На самом врху брда постављен је тридесетак метара висок метални крст на бетонској подлози. Крст представља већинско православно хришћанско становништво Теслића и по њему је назив брда и промијењен у Крстова Гора. Обојен је у јарке боје како би био уочљивији дању, а ноћу је освијетљен рефлекторима.
При уласку у град Теслић из правца Бањалуке, уочљив је непосредно прије уласка у град, са лијеве стране.